# Glenea balteata
Glenea balteata é uma espécie de escaravelho da família Cerambycidae. Foi descrita por Johann Christoph Friedrich Klug em 1835. É conhecida a sua existência na República Democrática do Congo, São Tomé e Príncipe, e Camarões.